# Chapelle Sainte-Brigide de Fosses-la-Ville
Pour les articles homonymes, voir chapelle Sainte-Brigitte.
La chapelle Sainte-Brigide est un édifice religieux catholique sis sur une colline dominant de 30 mètres la ville de Fosses-la-Ville, dans la province de Namur (Région wallonne de Belgique). Succédant à un ancien ermitage du VIIIe siècle, cette large chapelle est placée sous la protection de sainte Brigide, moniale irlandaise.

## Histoire
Les moines irlandais de l’abbaye de Saint-Feuillen construisent un petit sanctuaire en bois avec petit ermitage au cours du VIIe ou VIIIe siècle. Des reliques de sainte Brigide y sont déposées et vénérées. Brigide était une moniale irlandaise et fondatrice du monastère mixte de Kildare (Irlande), décédée en 525, dont le culte est très populaire dans le pays de saint Feuillen.
Ce premier édifice en bois est remplacé par une chapelle en pierre au tournant du millénaire. Elle est pillée et détruite par les Huguenots en 1568 et restaurée un siècle plus tard (en 1659), par les chanoines de la collégiale de Fosses. On y adjoint alors une pièce ou deux qui permettent à un ermite d’y résider. On ne sait s’il y eut jamais un ermite à Sainte-Brigide.

## Patrimoine
- Un tabernacle, monolithe du XVe siècle, provenant sans doute de l’ancienne abbaye de Saint-Feuillien, à Fosses-la-Ville.
- Deux statues polychromes de sainte Brigide, l’une du XVIIe siècle et l’autre du XVIIIe siècle.
- Un jubé de bois.
- À une courte distance de la chapelle, un petit ermitage a été reconstruit à la manière irlandaise du VIIIe siècle.

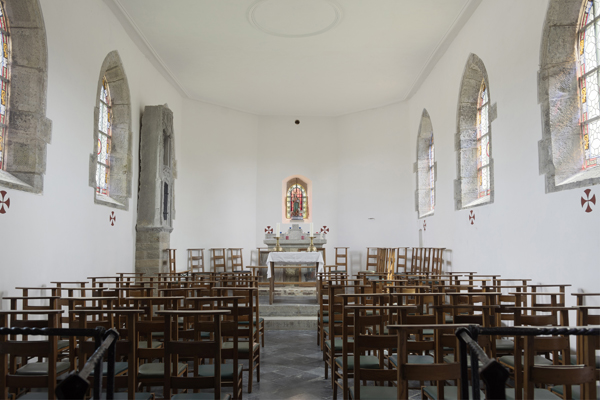
Intérieur
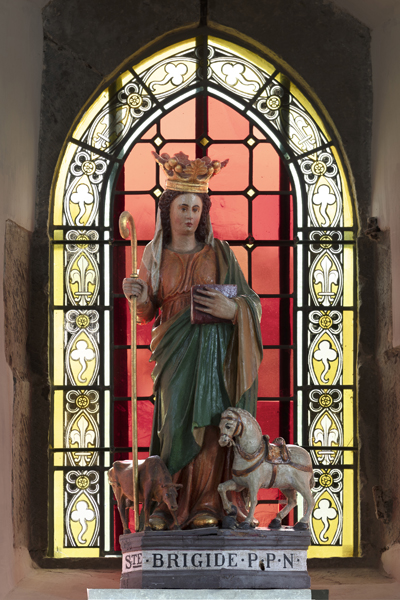
Sainte Brigide
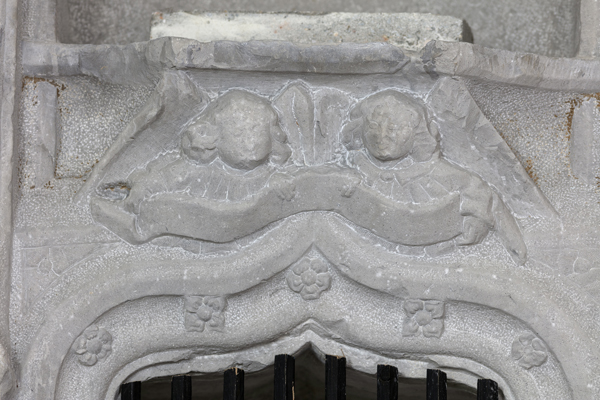
Tabernacle